# Ронь
Ронь (фр. Rognes) — коммуна на юго-востоке Франции в регионе Прованс — Альпы — Лазурный Берег, департамент Буш-дю-Рон, округ Экс-ан-Прованс, кантон Пелиссан.
Площадь коммуны — 58,32 км², население — 4518 человек (2006) с тенденцией к росту: 4684 человека (2012), плотность населения — 80,3 чел/км².

## Население
Население коммуны в 2011 году составляло 4683 человека, а в 2012 году — 4684 человека.
| 1962 | 1968 | 1975 | 1982 | 1990 | 1999 | 2006 | 2008 | 2011 | 2012 |
| ---- | ---- | ---- | ---- | ---- | ---- | ---- | ---- | ---- | ---- |
| 1109 | 1183 | 1426 | 2216 | 3450 | 4194 | 4518 | 4606 | 4683 | 4684 |

Динамика населения:

## Известные уроженцы, жители
Пажи, Антуан (1624  — 1699) — французский церковный историк и религиозный деятель, монах-францисканец.

## Экономика
В 2010 году из 3019 человек трудоспособного возраста (от 15 до 64 лет) 2098 были экономически активными, 921 — неактивными (показатель активности 69,5 %, в 1999 году — 67,6 %). Из 2098 активных трудоспособных жителей работали 1893 человека (1041 мужчина и 852 женщины), 205 числились безработными (118 мужчин и 87 женщин). Среди 921 трудоспособных неактивных граждан 331 были учениками либо студентами, 268 — пенсионерами, а ещё 322 — были неактивны в силу других причин.
На протяжении 2010 года в коммуне числилось 1793 облагаемых налогом домохозяйства, в которых проживало 4587,5 человек. При этом медиана доходов составила 23 тысячи 865 евро на одного налогоплательщика.